# Леков, Иван
Иван Димитров Ле́ков (4 марта 1904, София — 4 августа 1978) — болгарский славист и лингвист.
Леков учился славистике сначала в Софии. Затем в Кракове, Берлине и Вене он углубил свои знания. С 1948 года он работал профессором в Софийском университете. Он был членом Болгарской академии наук.
В своей научной работе он изучал морфологию и синтаксис болгарского и других славянских языков. Он также писал работы по теории речевой системы.
В 1959 году награждён премией имени Г. Димитрова.

## Труды
- Характеристика на общите черти в български и източнославянски, 1941
- Словообразователни склонности на славянските езици, 1958
- Общност и многообразие на граматическия строй на славянските езици, 1958
- Особености на синтактичния тип на славянските езици, 1972